# Planchonella skottsbergii
Planchonella skottsbergii là một loài thực vật có hoa trong họ Hồng xiêm. Loài này được Guillaumin miêu tả khoa học đầu tiên năm 1950.